# George Van Cleaf
George W. Van Cleaf (né le 8 octobre 1879 à New York (Northfield (en)) – mort dans la même ville le 6 janvier 1905) est un joueur américain de water polo.

## Biographie
Il fait partie de l'équipe de New York, championne olympique de la discipline lors des Jeux olympiques de 1904 à Saint-Louis, aux États-Unis.
Membre de l'équipe du New York Athletic Club, lorsqu'il remporte l'or olympique, George Van Cleaf meurt subitement au début de l'année suivante.